# Metsosaari (ö i Södra Savolax, Nyslott, lat 62,15, long 29,20)
Metsosaari är en ö i Finland. Den ligger i sjön Pyyvesi och i kommunen Nyslott i  landskapet Södra Savolax, i den sydöstra delen av landet, 300 km nordost om huvudstaden Helsingfors. Öns area är 50 hektar och dess största längd är 1,6 kilometer i sydöst-nordvästlig riktning.